# Tetraclipeoides quadridentatus
Tetraclipeoides quadridentatus är en skalbaggsart som beskrevs av Edgar von Harold 1861. Tetraclipeoides quadridentatus ingår i släktet Tetraclipeoides och familjen Aphodiidae. Inga underarter finns listade i Catalogue of Life.